# Stodmarsh
Stodmarsh – wieś w Anglii, w hrabstwie Kent, w dystrykcie Canterbury. Leży 8 km na północny wschód od miasta Canterbury i 94 km na wschód od centrum Londynu.
Miejscowość liczy 55 mieszkańców.